# Túlio Humberto Pereira Costa
Túlio Humberto Pereira Costa   (Goiânia, 2 de juny de 1969), conegut com a Túlio o Túlio Maravilha, és un exfutbolista brasiler de les dècades de 1990 i 2000.
La major part de la seva carrera la va viure al Brasil, destacant a Goiás i Botafogo. Passà petites estades a Europa a FC Sion i Újpest FC. També jugà 15 partits amb la selecció del Brasil.